# Van (Wirginia Zachodnia)
Van – jednostka osadnicza w Stanach Zjednoczonych, w stanie Wirginia Zachodnia, w hrabstwie Boone.